# Amblystegium sapehinii
Amblystegium sapehinii là một loài rêu trong họ Amblystegiaceae. Loài này được Podp. mô tả khoa học đầu tiên năm 1911.